# 日澄
日澄（にっちょう、弘長1年（1261年）- 延慶3年3月14日（1310年4月14日））は、鎌倉時代中期から後期にかけての日興門流の僧。
富木常忍の子、日頂の弟。寂仙房と号す。日興の弟子で新六の一人。六老僧の一人である日朗の弟子に九老僧の中の一人に大乗坊日澄がいるがこの人物とは別人。

## 略歴
- 弘長元年（1261年）、日澄、生る。
- 正安2年（1300年）、寂仙房日澄、日向と義絶し日興の門に帰す。
- 正安3年（1301年）10月、日興本尊を書写し寂仙房日澄に授与。三位日順寂仙房日澄により得度。
- 乾元元年（1302年）12月28日、日興、寂仙房日澄を重須談所の学頭に補す。
- 徳治元年（1306年）4月23日、日興、本尊を書写し寂仙房日澄に授与す。
- 延慶2年（1309年）、日興の命により寂仙房日澄、『富士一跡門徒存知事』[注釈 1]を草す。
- 延慶3年（1310年）3月14日、重須学頭寂仙房日澄寂〔49歳〕